# Les Enfants du placard
Pour plus de détails, voir Fiche technique et Distribution.
Les Enfants du placard est un film français réalisé par Benoît Jacquot, sorti en 1977.

## Synopsis
Un jeune homme qui semble perdu, Nicolas, a rendez-vous avec sa sœur Juliette. Ils sont liés par un lourd secret d'enfance : leur mère s'est suicidée alors que leur père avait chargé Nicolas de la garder. Depuis, le père l'a chassé et a interdit à Juliette de le revoir.

## Fiche technique
- Titre : Les Enfants du placard
- Réalisation : Benoît Jacquot
- Scénario : Benoît Jacquot
- Production : Michel Chanderli
- Photographie : Pierre Lhomme
- Montage : Fanette Simonet
- Décors : Raoul Albert
- Pays d'origine :  France
- Format : couleur - Mono
- Genre : drame
- Durée : 105 minutes
- Date de sortie : 1977

## Distribution
- Brigitte Fossey : Juliette
- Lou Castel : Nicolas
- Jean Sorel : Berlu
- Georges Marchal : Le père
- Christian Rist : Julien

## Nomination
- Nomination pour le César de la meilleure actrice pour Brigitte Fossey lors de la 3e cérémonie des César.